# Ausztriai Johanna toszkánai nagyhercegné
Ausztriai Johanna (németül: Johanna von Österreich, olaszul: Giovanna d’Asburgo; Prága, Cseh Királyság,  1547. január 24. – Firenze, Toszkánai Nagyhercegség, 1578. április 11.), Toszkána nagyhercegnéje 1574-től 1578-ban bekövetkezett haláláig, Francesco de’ Medicivel kötött házassága révén. A főhercegnő volt I. Ferdinánd német-római császár és Magyarországi Anna legkisebb leánya, Medici Mária francia királyné édesanyja.

## Ifjúkora

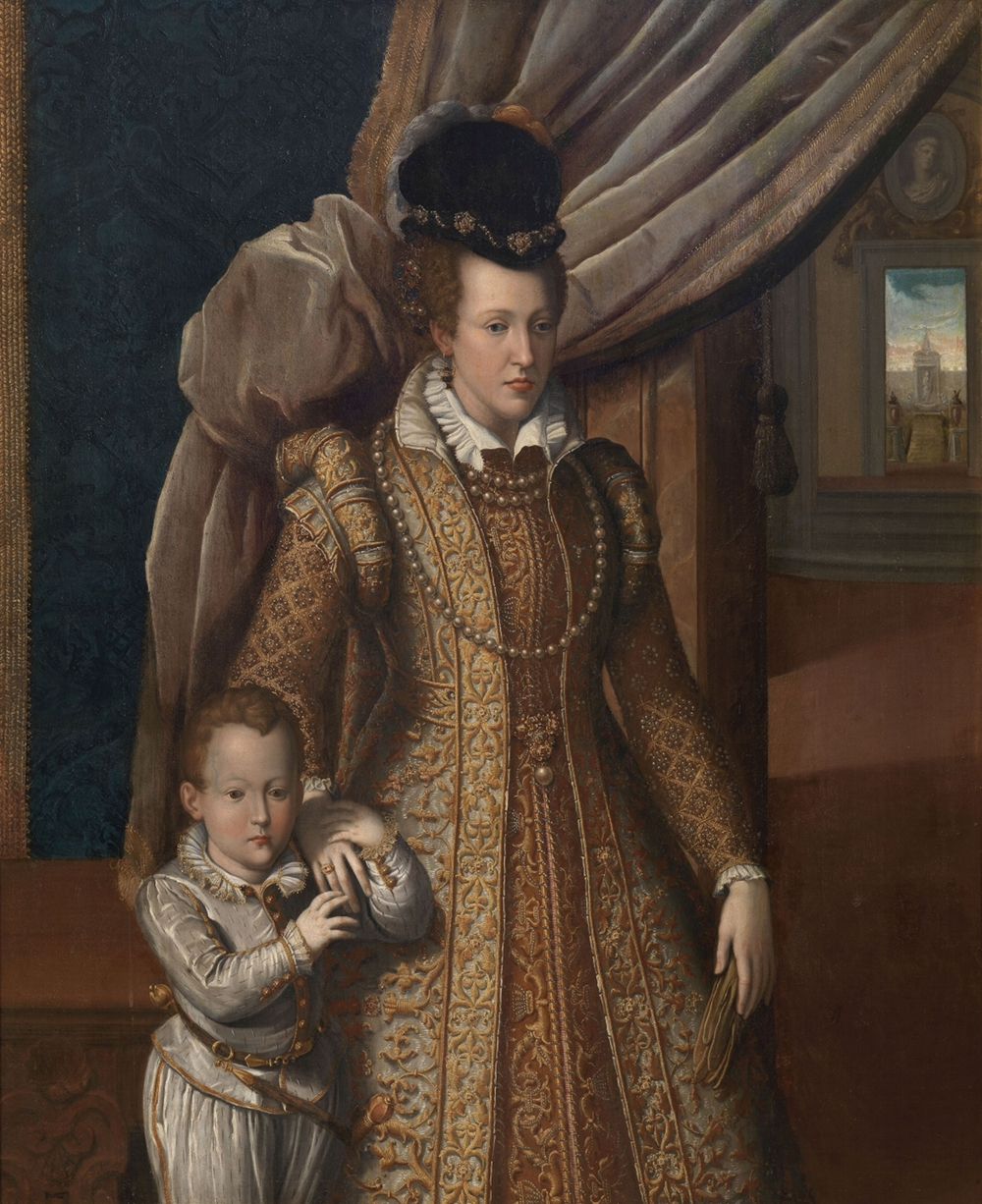
Johanna nagyhercegné egyetlen fia, a fiatalon elhunyt Filippo de’ Medici társaságában (1586)

Johanna főhercegnő 1547. január 24-én született Prágában, mint Ferdinánd német király (1556-tól német-római császár) és Magyarországi Anna királyné tizenötödik, egyben legkisebb gyermeke. Testvérei között van többek között a későbbi II. Miksa német-római császár is. Egy testvérét, Erzsébet lengyel királynét nem ismerhette, mivel 1545-ben, két évvel Johanna születése előtt elhunyt.
Apai nagyszülei I. Fülöp kasztíliai király és Kasztíliai Johanna királynő, míg anyai nagyszülei II. Ulászló magyar és cseh király és Candale-i Anna voltak. Johanna édesapja révén I. Izabella kasztíliai királynő és Gazdag Mária burgundi hercegnő leszármazottja is volt.
Három napos korától fogva félárva volt, ekkor ugyanis édesanyja belehalt a szülést követő gyermekágyi lázba, negyvennégy éves korában. Az ifjú főhercegnő kiváló nevelést kapott: a filozófia, a művészetek és a zene ismeretén kívül franciául, spanyolul, olaszul, magyarul és latinul is beszélt. Négyéves korában, 1551-ben apja eljegyezte a tizenegy éves Szapolyai János Zsigmonddal, I. János választott magyar király egyetlen fiával, az eljegyzést azonban politikai okok miatt felbontották. 

## Házassága
Miután 1565. december 18-án ünnepélyes keretek között megérkezett Firenzébe, még aznap hozzáment Francesco de’ Medici toszkánai trónörököshöz. Az ünnepségen részt vett Giorgio Vasari és Vincenzio Maria Borghini is. A több napos rendezvény a Poggio a Caianóban található Medici-villában folytatódott.
A házassága boldogtalannak bizonyult: gyakran volt honvágya, férje pedig nem szentelt kellő időt házasságukra. Emellett a firenzeiek sosem fogadták el a főhercegnőt osztrák származása miatt, így sosem érezhette otthon magát Toszkánában. Ugyanakkor apósával, I. Cosimo de’ Medicivel közeli jó viszonyt ápolt: a nagyherceg menye számára Andrea del Verrocchio művésszel osztrák városokat ábrázoló freskókat készíttetett a Palazzo Vecchióba.
Johanna helyzete a firenzei udvarban nehéz volt: 1567 és 1575 között hat leánynak adott életet, akik közül csak hárman élték túl a kisgyermekkort. A Medici-ház folytatását jelentő fiú örökös hiánya azonban állandó konfliktushelyzetet teremtett férje és közte, aki így inkább szeretője, Bianca Cappello társaságát preferálta. Bianca 1576-ban egy fiúnak, nevezetesen Antoniónak adott életet.
Végül 1577-ben Johanna megszülte a régóta várt fiúörököst, akit első-unokatestvére, II. Fülöp spanyol király tiszteletére Filippónak kereszteltek. A fiú születését nagy örömmel ünnepelte az udvar, mivel így már biztosítottnak tűnt a Nagyhercegség utódlásának kérdése. Ezzel együtt megszűnt a szerető, Bianca Cappello minden ambíciója, hogy az ő fia, Don Antonio legyen Toszkána örököse. Filippo négy éves korában azonban életét vesztette, a trónt pedig végül Johanna sógora, Ferdinando de’ Medici örökölte.

### Gyermekei
- Eleonora de’ Medici (1567. február 28. – 1611. szeptember 9.), 1584-ben házasodott össze I. Vince mantovai herceggel.
- Romola de’ Medici (1568. november 20. – 1568. december 2.), csecsemőkorában meghalt.
- Anna de’ Medici (1569. december 31. – 1584. február 19.), nem házasodott meg, tizennégy éves korában hunyt el.
- Isabella de' Medici (1571. szeptember 30. – 1572. augusztus 8.) csecsemőként meghalt.
- Lucrezia de' Medici (1572. november 7. – 1574. augusztus 14.) két éves korában elhunyt.
- Maria de' Medici (1575. április 26. – 1642. július 3.), 1600-tól IV. Henrik francia király felesége, XIII. Lajos édesanyja.
- Don Filippo de’ Medici (1577. május 20. – 1582. március 29.), trónörökös, négy éves korában meghalt.
- halva született fiú (1578. április 10.)

## Külső hivatkozások
- Habsburg-dinasztia

| Ausztriai Johanna Habsburg-ház, osztrák ág Született: 1547. január 24. Elhunyt: 1578. április 11. |                                     |                           |
|                                                                                                   |                                     |                           |
| Előző Toledói Eleonóra mint firenzei hercegné                                                     | Toszkána nagyhercegnéje 1574 – 1578 | Következő Bianca Cappello |